# Carrie (film 2002)
Carrie – amerykański film telewizyjny z 2002 roku, oparty na powieści autorstwa Stephena Kinga o tym samym tytule. Film wyreżyserował David Carson, w rolach głównych wystąpiły Angela Bettis, Patricia Clarkson, Rena Sofer, Kandyse McClure, Katharine Isabelle i Emilie de Ravin. Jest to druga adaptacja powieści Kinga po projekcie z 1976. Premiera obrazu w amerykańskiej i kanadyjskiej telewizji miała miejsce 4 listopada 2002. Film początkowo miał być pilotem serialu, jednak do realizacji kolejnych odcinków nie doszło i stał się samodzielną produkcją telewizyjną.

## Opis fabuły
Nieśmiała nastolatka Carrie White, gnębiona przez rówieśników i chorobliwie religijną matkę, odkrywa w sobie telekinetyczne umiejętności. Gdy Carrie zapoznaje się ze swoimi zdolnościami, jej koleżanki knują przeciw niej spisek, chcąc ją publicznie upokorzyć.

## Obsada
- Angela Bettis − Carrietta "Carrie" White
- Patricia Clarkson − Margaret White
- Rena Sofer − panna Desjarden
- Kandyse McClure − Sue Snell
- Emilie de Ravin − Chris Hargensen
- Katharine Isabelle − Tina Blake
- Chelan Simmons − Helen Shyres
- Tobias Mehler − Tommy Ross
- Jesse Cadotte − Billy Nolan
- Meghan Black − Norma Watson
- David Keith − detektyw John Mulchaey
- Jodelle Ferland − Carrie jako dziecko
- Jasmine Guy − Ruby Moore (niewymieniona w czołówce)

## Recenzje
Gra aktorska Angeli Bettis była wysoce chwalona przez krytyków filmowych. Sam film zebrał negatywne recenzje.

## Nagrody i wyróżnienia
- 2003, Academy of Science Fiction, Fantasy & Horror Films:
  - nominacja do nagrody Saturna w kategorii najlepsza prezentacja telewizyjna[6]
- 2003, American Society of Cinematographers Awards:
  - nominacja do nagrody ASC w kategorii wybitne osiągnięcie w dziedzinie reżyserii obrazu − film telewizyjny/pilot serialu (wyróżniony: Victor Goss)[6]